# تلم
المصطلح تَلَم (الجمع: أتلام) أو تَلْم أو ثَلْم أو ثُلْم (بالإنجليزية: sulcus)‏ هو مصطلح وصفي عام للشق أو الأخدود. يتم استخدامه في كثير من التخصصات، مثل الجيولوجيا، ولكن في السياقات المرفولوجية وفي مواضيع التشريح، عادة ما يشير إلى الشقوق كإحدى سمات الأطراف أو الأعضاء وخصوصًا في سطح المخ، ولكن أيضًا في الرئة، وبعض العضلات (بما فيها القلب)، كما هو الحال في العديد من العظام وغيرها العديد من الخصائص الشكلية الخارجية والداخلية. كثيرًا من الأثلام هي نتاج تضاعف أو تقاطع السطح كما هو الحال في اللثة، حيث إنها تتضاعف حول رقبة السنّ.
يتم أيضًا استخدام مصطلح الثلم سولكوسً في علم النباتات والبيلونولجي لوصف السطح ومورفولوجي والبذور وحبوب اللقاح وفي علوم اللافقاريات لوصف الطيّات والشقوق والحدود، وخاصة على حواف الشقوق أو بين التشريحات.

## أمثلة للثلم

### في الدماغ
انظر التلم (التشريح العصبي).

### مواضع أخرى
- التلم الأمامي بين البطيني
- التلم العقبي
- التلم الإكليلي
- التلم اللثوي
- التلم الألوي
- أتلام بين الشفرين
- التلم بين الثديين
- التلم الدمعي (الثلم الدمعي)
- التلم الكعبي
- التلم الخلفي بين البطينين
- التلم أمام الأذن
- الأتلام الشعاعية (الأخدود العضلي)
- التلم السهمي
- أتلام الانفصال (الاكتئاب وراء تجاعيد الحاجب في بعض الثدييات)
- التلم السيني
- تلم الشريان الفقري
- أتلام شبه الترصي في الجفن
- تلم الأنبوب السمعي
- التلم الطبلي
- تلم المجرى البولي، في الجذيل أو القضيب العظمي
- تلم بين حديبتي العضد